# Lumbaca-Unayan
Lumbaca-Unayan é um município de  - na província Lanao do Sul, nas Filipinas. De acordo com o censo de 1 de maio  de  2020 possui uma população de 8 131 pessoas e 1 236 domicílios.